# أكاسيوسية
الأكاسيوسية أو المماثلية (باليونانية: Όμοιοι)‏ كانت طائفة دينية مسيحية آريوسية. ظهرت لأول مرة كحزب كنسي قبل فترة من انعقاد المجمع الكنسي المشترك لريميني وسلوقية إيزوريا في عام 359 م.
تحمل الطائفة الأكاسيوسية اسم أكاسيوس أسقف قيصرية.